# Biogerontologie

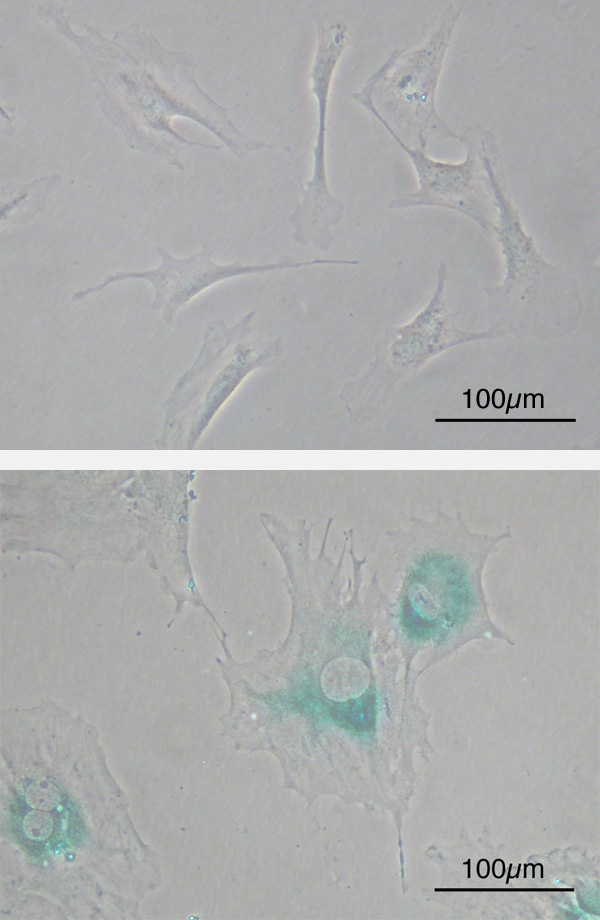
Altern von Fibroblasten

Die Biogerontologie (gr. bios „Leben“, gerōn „Greis“, logos „Lehre“) ist das Teilgebiet der Entwicklungsbiologie, das sich mit der Erforschung der Ursachen biologischen Alterns (engl. ageing, AE aging) und deren Folgen, der Seneszenz (lat. senescere = ‚alt werden‘) von Einzelzellen (Biochemie) und Organismen (Physiologie) beschäftigt.
Seneszenz umfasst die im Allgemeinen nicht reversiblen Prozesse, die zwangsläufig zum Absterben eines Organismus, seiner Organe oder einzelner Zellen führen. Altern ist eine der Hauptursachen für den Tod eines Organismus, daneben spielen Seneszenz-Erscheinungen im normalen katabolen Stoffwechsel (Zellabbau) eine Rolle. Diskutiert werden mehr als 300 verschiedene Theorien des Alterns.
Die Biogerontologie ist eine wichtige Grundlagendisziplin der – speziell humanmedizinisch ausgerichteten – Gerontologie. Dahingegen beschäftigt sich die Geriatrie mit den biologischen Folgen des Alterns, also den diversen mit dem Alter assoziierten Krankheiten (die Ausdrücke Gebrechen und Altersschwäche werden in der Fachsprache selten verwendet). Das entsprechende Fachgebiet der Veterinärmedizin ist die Veterinärgerontologie, das der Botanik die allgemeine Pflanzenphysiologie.

## Ursachen des Alterns

### Primäre Ursachen
Primäres Altern, auch physiologisches Altern genannt, wird aus Sicht der Biologie durch zelluläre Alternsprozesse hervorgerufen, die auch in gesunden Organismen ablaufen. Das primäre Altern definiert für einen Organismus seine maximal erreichbare Lebensspanne, beim Menschen etwa 115 bis 120 Jahre. Auf die Frage, warum Organismen altern, gibt es unterschiedliche Antworten. Von diesen Alternstheorien wurde bis heute keine als wissenschaftlich umfassende Antwort akzeptiert. Die Theorien lassen sich drei biologischen Ansätzen zuordnen:
- Abnutzungstheorien, Verschleißtheorien, auch passives Altern genannt
  - Energieverbrauchsbezogene Theorien des Alterns wie die CR-Hypothese (calorie reduction). Vereinfacht gesagt: Je mehr ein Lebewesen – gemessen an seinem Körpergewicht – isst, desto kürzer lebt es.
- Evolutionsbezogene Theorien
- Zellbiologische Ansätze, die genetische Einflüsse vermuten

### Sekundäre Ursachen
Eine Voraussetzung für das Ablesen (Transkription) oder die Verdopplung der gespeicherten Information (Replikation), sowie auch für die Reparatur von DNA-Schäden sind Helikasen, die die DNA-Doppelhelix öffnen. Beispielsweise unterliegen Menschen, die am Werner-Syndrom erkrankt sind als Folge eines Defektes des Proteins WRN, einer Helikase, einem rapiden Alternsprozess.

## Effekte des Alterns
Es gibt viele Ursachen für das Altern. Eine hauptsächliche wird wohl den freien Radikalen zugesprochen. Die in den meisten Zellen vorhandenen Mitochondrien nutzen den eingeatmeten Sauerstoff um Energie in Form von ATP zu produzieren. Bei 1 bis 2 % des Sauerstoffs verläuft dieser Prozess (siehe Endoxidation) aber fehlerhaft. Die Sauerstoffatome verlassen den Prozess mit einem ungepaarten Elektron auf der letzten Schale und sind deshalb äußerst reaktionsfreudig. Diese Sauerstoffatome bilden die Hauptgruppe der freien Radikale, die reaktive Sauerstoffspezies (ROS). Wenn nun diese Teilchen auf eine andere Membran, andere Proteine oder Chromosomen treffen, können diese beschädigt oder sogar zerstört werden. Antioxidanssysteme (Vitamin A, C, E, Harnsäure, diverse Enzyme) sind für das Einfangen freier Radikale verantwortlich. Trotzdem geht man zurzeit von etwa 10.000 DNA-Schädigungen pro Tag pro Zelle beim Menschen aus, die jedoch zum größten Teil wieder repariert werden können. Das macht deutlich, dass die Effektivität der körpereigenen Reparaturmechanismen im Wesentlichen über die Lebensspanne des Individuums entscheiden, deren Güte wiederum genetisch festgelegt ist. Freie Radikale werden mit diversen chronischen Erkrankungen (Altersdiabetes, Parkinson-Krankheit, Alzheimer-Demenz) in Verbindung gebracht.

### Seneszenz bei Pflanzen
In der Botanik gehören Seneszenz-Erscheinungen (Laubabwurf bei Gehölzen, Absterben oberirdischer Pflanzenteile bei Stauden und Ähnliches) zum normalen Wachstumsprozess. Die Seneszenz kann bei Pflanzen durch Phytohormone gesteuert werden. Cytokinine verhindern Alternsprozesse, Ethylen fördert diese (z. B. Blattseneszenz, Abscission von Blättern). Hierbei kommen insbesondere chronobiologische Zusammenhänge in Betracht.